# Zelltechnik
Als Zelltechnik bezeichnet man die Verknüpfung zellulärer Biotechnologie mit technischen Systemen. Die technischen Systeme können hierbei mittelbar oder unmittelbar mit den lebenden Zellen in Verbindung stehen. In der Industrie kommt sie als eine Form der biobasierten Produktion sowie damit zusammenhängenden Untersuchungs- und Bearbeitungsmethoden vor. Die Zelltechnik bildet die Grundlage für zelluläre Untersuchungs- und Produktionsverfahren.
Verfahrenstechnisch beschäftigt sich die Zelltechnik mit der Kultur, Manipulation und Analyse von Zellen in technischen Systemen. Die Zellkultur stellt dabei eine der ältesten Formen der Zelltechnik dar. Durch sie konnten erstmals Zellen außerhalb des Körpers im vitalen Zustand beobachtet werden.
Zelltechnik ermöglicht die Untersuchung und Verwendung von Zellen außerhalb ihres natürlichen Milieus in adhärenten sowie Suspensionskulturen bis hin zur Zucht von organoiden Körpern und gewebsähnlichen Verbänden. Voraussetzung dafür sind die Entwicklung und Produktion neuer Geräte und Technologien, um lebende Zellen aus dem Körper zu entnehmen, in technischen Systemen zu vermehren und zu manipulieren sowie von der molekularen, metabolischen etc., bis zur interzellulären Ebene zu analysieren und zu kontrollieren.
Bestandteile der Zelltechnik sind:
- die technische Manipulation lebender Zellen zur Untersuchung biologischer Prozesse.
- die Produktion von Biomolekülen aus Zellen in technischen Systemen.
- die Produktion von Zellmasse (als Rohstoff) für medizinische, nahrungstechnische oder andere industrielle Anwendungen.
- die Herstellung zellulärer Therapeutika (z. B. Stammzelltherapie, Immunzelltherapie)
- die Verwendung lebender Zellen in technischen Systemen, um die biologische Wirkungen von Untersuchungssubstanzen festzustellen (Ersatz für Tierversuche)
- die Entwicklung von Geräten und Verfahren für die Isolierung, Kultivierung, Manipulation, Analyse, den Transport und die Archivierung (Kryokonservierung) lebender Zellen